# Halomethanococcus doii
Halomethanococcus doii (лат.) — вид архей из семейства Methanosarcinaceae, типовой и единственный в роде Halomethanococcus.
Вид выделен в 1988 году на основании фенотипического описания, но типовой штамм утрачен, поэтому в настоящее время нельзя выделить фенотипические признаки, которые могли отличить его от видов рода Methanohalophilus.